# Коронавірусна хвороба 2019 на Північних Маріанських Островах
Епідемія коронавірусної хвороби 2019 на Північних Маріанських Островах — це поширення пандемії коронавірусної хвороби 2019 на територію Північних Маріанських Островів. Перший випадок хвороби на цій острівній території США зареєстровано 28 березня 2020 року.

## Хронологія
28 березня на Північних Маріанських Островах підтверджено перші два випадки COVID-19.
Перша смерть від коронавірусної хвороби на Північних Маріанських Островах зареєстрована 30 березня на курорті Каноа. Друга смерть була зареєстрована 7 квітня в Корпорації охорони здоров'я Співдружності Північних Маріанських Островів.
13 квітня Північні Маріанські Острови отримали 20 тисяч тестових наборів з Південної Кореї; очікується, що ця партія буде першою з трьох, що мають надійти на острови, в загальній кількості 60 тисяч наборів.

## Запобіжні заходи
Транспортне сполучення з Китаєм та Гонконгом призупинено на початку лютого 2020 року, що призвело до скорочення кількості туристів на острові Сайпан, а згодом спричинило економічну кризу, наслідком якої стала жорстка економія.До 12 березня була створена робоча група для розробки заходів боротьби з поширенням хвороби.
17 березня губернатор островів Ральф Торрес закрив школи та урядові установи для запобігання поширення хвороби. Після того, як щоденні прямі авіарейси компанії «United Airlines» з Гуама подовжили на 120 миль, всі прибулі на острови особи, в яких зареєстрована підозра на коронавірусну хворобу, були поміщені в карантин на курорті Каноа. На островах була створена урядова робоча група для моніторингу ситуації з поширенням хвороби.